# Маурісіо Сауседо
Маурісіо Сауседо (ісп. Mauricio Saucedo, нар. 14 серпня 1985, Санта-Крус-де-ла-Сьєрра) — болівійський футболіст, півзахисник клубу «Блумінг».
Насамперед відомий виступами за клуб «Депортіво Сан-Хосе», а також національну збірну Болівії.

## Клубна кар'єра
У дорослому футболі дебютував 2003 року виступами за команду клубу «Болівар», в якій провів один сезон, не взявши участь в жодному матчі чемпіонату.
Після цього по сезону провів у складі клубів «Ібероамерикана» та «Ла-Пас».

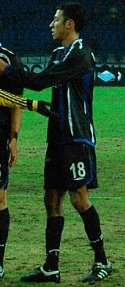
Маурісіо Сауседо під час виступів за «Чорноморець». 6 березня 2010 року.

Своєю грою за останню команду привернув увагу представників тренерського штабу «Депортіво Сан-Хосе», до складу якого приєднався 2005 року. Відіграв за команду із Оруро наступні чотири сезони своєї ігрової кар'єри. Більшість часу, проведеного у складі «Депортіво Сан-Хосе», був основним гравцем команди.
У січні 2009 року Сауседо підписав контракт з «Універсітаріо» (Сукре), щоб зміцнити сили, в Кубку Лібертадорес, а по завершенні сезону перейшов у «Чорноморець». 28 лютого 2010 року зіграв свій перший офіційний матч за одеський клуб, причому на третій доданій хвилині забив гол, а «Чорноморець» виграв з рахунком 2:0. 13 травня 2010 року стало відомо, що після закінчення терміну контракту Маурісіо отримав статус вільного агента і приєднався до болівійського «Орієнте Петролеро».
У липні 2011 року підписав контракт з португальською «Віторією» (Гімарайнш), але за пів року провів у чемпіонаті лише один матч, тому 16 грудня того ж року був відпущений з команди за обопільною згодою.
До складу клубу «Брагантіно» приєднався 5 січня 2012 року на правах вільного агента і грав в чемпіонаті штату Сан-Паулу.
В червні 2012 року повернувся на батьківщину, ставши гравцем «Зе Стронгест», де провів наступний рік, після чого перейшов у «Універсітаріо»

## Виступи за збірну
2008 року дебютував в офіційних матчах за національну збірну Болівії. 
У складі збірної був учасником розіграшу Кубка Америки 2011 року в Аргентині, проте на поле жодного разу не вийшов.
Наразі провів у формі головної команди країни 14 матчів.

## Досягнення
- Чемпіон Болівії (4): 2007 (Клаусура), 2010 (Клаусура), 2012/13 (Апертура), 2013/14 (Клаусура)